# Thubten Gyatso
Thubten Gyatso, voluit Ngawang Lobsang Thubten Gyatso Jigdral Chögley Namgyal (Langdün (Dagpo), 12 februari 1876 - Potala (Lhasa), 17 december 1933), was de dertiende dalai lama van Tibet.
Hij regeerde van 1895 tot 1933 en was de eerste dalai lama sinds een eeuw die zelf weer de wereldlijke macht over Tibet uitoefende, in een politiek spel tussen de grootmachten Rusland, China en het Verenigd Koninkrijk. Hij was in seculiere zin een overtuigd hervormer die de strijd aanbond met de gevestigde orde en in het bijzonder de aartsconservatieve geestelijkheid in het land.

## Levensloop

### Geboorte en erkenning als dalai lama

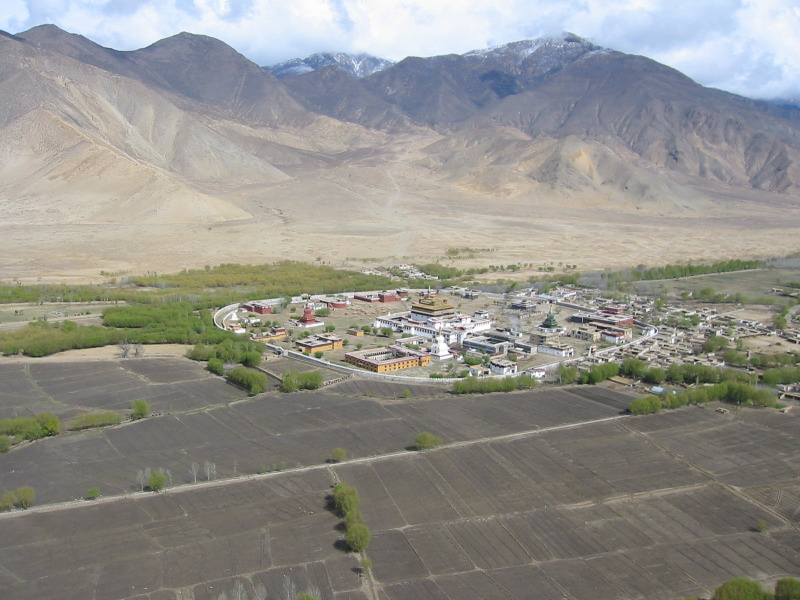
Samyeklooster

Thubten Gyatso werd geboren in een boerengezin dicht bij het Samyeklooster in Dagpo, een regio in het zuiden van Tibet. Om de reïncarnatie van de twaalfde dalai lama te vinden werden twee orakels geraadpleegd: allereerst het orakel van Nenchung, dat de namen van de ouders noemde en aanwijzingen waar het huis te vinden was, en daarna het orakel van het klooster Samye, dat de aanwijzing toevoegde dat de berg nabij het huis de vorm van een olifant had. Op basis van deze aanwijzingen werd hij gevonden en vervolgens erkend als de dertiende dalai lama.
De loterijprocedure van de Gouden urn voor de selectie van deze dalai lama werd niet toegepast. Er werd wel daaraan voorafgaand een verzoek aan de Chinese keizer gedaan te kunnen afzien van deze procedure, die daarin toestemde. De macht van de Qing-dynastie in Tibet was ook voor een groot deel geërodeerd.  Na zijn erkenning als dertiende dalai lama in 1878 werd hij overgebracht naar Lhasa. In 1879 werd hij in het Potalapaleis ingewijd door de achtste pänchen lama.

### Politiek leider

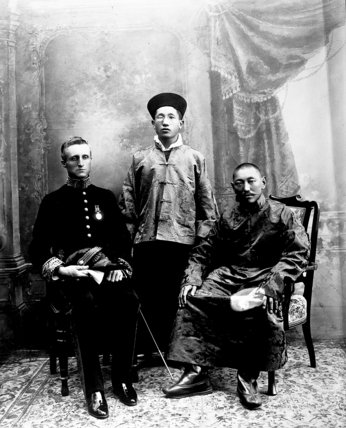
V.l.n.r. Charles Bell, Sidkeong Tulku Namgyal en dalai lama Thubten Gyatso, 1910

Voorafgaand aan zijn regering had de laatste keizerlijke dynastie in China een onophoudelijke neergang doorgemaakt. Van 1853 tot 1864 hadden de Taiping-opstanden plaatsgevonden, waren de koloniale machten Frankrijk en Engeland steeds verder doorgedrongen in Azië en had er verder nog de Chinees-Japanse Oorlog van 1894 tot 1895 plaatsgevonden. In de dertig jaar voorafgaand aan de regering van de dertiende dalai lama was er feitelijk geen directe Chinese controle meer geweest over Tibet. Het verlies tegen Japan betekende een ware genadeslag voor de moraal van de Chinezen en zo ook voor de ambans in Lhasa, zo schreef de Britse diplomaat Hugh Richardson. Toen Thubten Gyatso zijn achttiende levensjaar had bereikt - volgens de Tibetaanse kalender - en de leiding van de Tibetaanse regering op 8 augustus 1895 op zich had genomen, was de formele opperheerschappij van de Chinese keizer aan de randen van diens rijk op een historisch dieptepunt beland.
Voor het eerst sinds een eeuw was er weer een dalai lama zelf die het land bestuurde, nadat het bestuur in de tussentijd in handen had gelegen van regenten van Tibet.

### Magische moordpoging
Niet lang na zijn aantreden werd de dalai lama ziek. Om de reden van de ziekte te achterhalen werd het Tibetaans staatsorakel geraadpleegd, dat ontdekte dat er een magische diagram in de vorm van een wiel was getekend op een stukje papier dat door de premier in de zolen van de laarzen van de dalai lama was verstopt. De premier en diens broer, de voormalige regent van Tibet - de negende demo rinpoche -, werden beschuldigd van samenzwering tegen de dalai lama en van poging tot moord door middel van magie.
De publieke verontwaardiging was groot en het Tibetaanse parlement (tsongdu) wilde dat de broers ter dood werden veroordeeld. De dalai lama was echter tegen de doodstraf. Hierbij dient echter wel vermeld te worden dat de alternatieve straffen vaak gruwelijk waren. Zo werden in hun geval scherpe bamboestaafjes onder de nagels gejaagd, waarna een afranseling volgde van meer dan honderd slagen met wilgenroedes op het zitvlak.

### Brits handelsstreven
Voorafgaand aan de regering van de dertiende dalai lama hadden de Britten hun handelsbelangen verder uitgebouwd in de regio. In 1876 waren ze tijdens de Cheffoo-conventie met de Chinezen overeengekomen dat ze een expeditie naar Tibet mochten uitzenden. Toen er in 1885 onder leiding van Colman Macaulay echter een expeditie naar Lhasa vertrok, werd deze door het Tibetaanse leger afgevangen en gedwongen het land te verlaten. Ondanks dat dit Lhasa  op een scherpe reprimande van Peking kwam te staan, weigerde de Tibetaanse regering de samenwerking met de Britten, ook in de jaren die erop volgden. In 1888 kwam het tussen een treffen waarin het Britse leger Tibetaanse troepen aan de grens met Sikkim verdreven. Daarbovenop vestigden de Britten het protectoraat over Sikkim tijdens een conventie met de Chinezen in 1890.
De Britten, die ervan uit waren gegaan dat de Chinese keizer de scepter in Tibet zwaaide, begonnen de zwakke positie van de Qing-dynastie steeds meer te onderkennen. Hierover schreef George Curzon, onderkoning van Indië, in 1903 bijvoorbeeld het volgende:

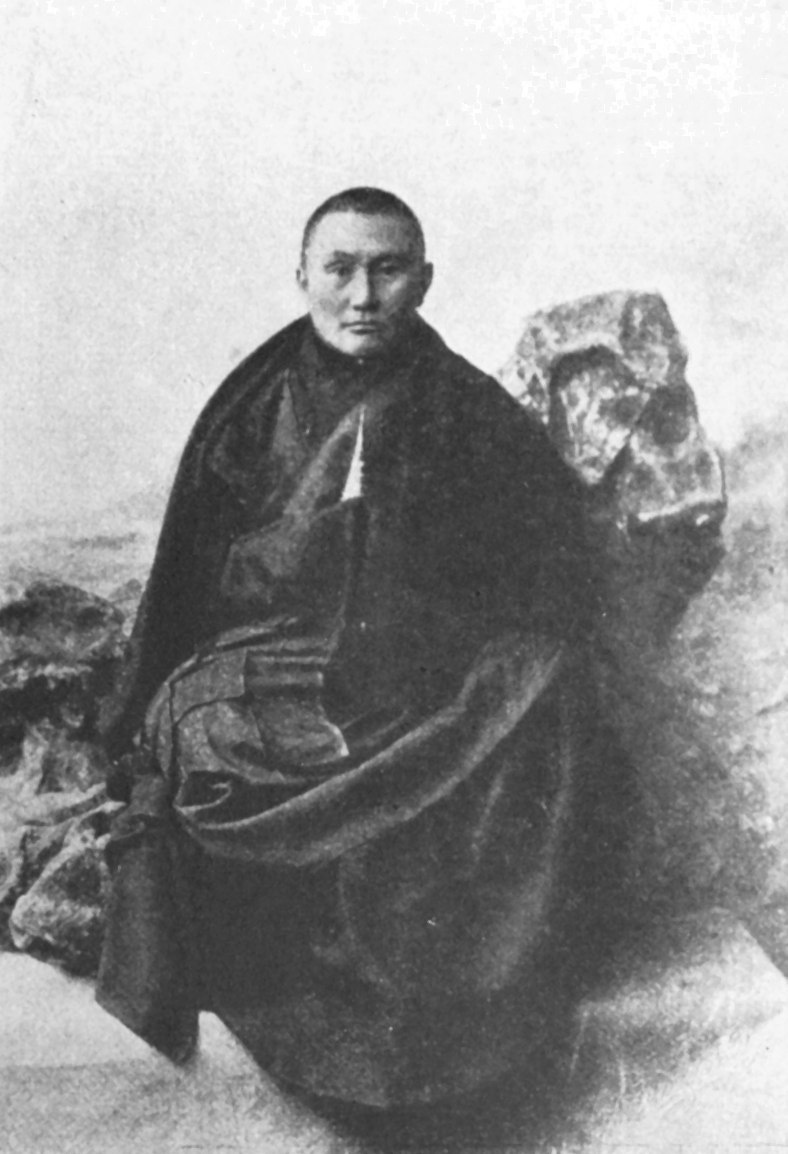
Agvan Dorzjiev

Voor het eerst in bijna honderd jaar bevindt zich Tibet zich onder de heerschappij van een dalai lama, die noch een kind noch een marionet is, echter een jonge man van 28 jaar van wie wordt aangenomen dat hij een grotere persoonlijke autoriteit bezit dan welke van zijn voorgangers ook en de facto en de jure de heerser van het land is.— Lord Curzon, onderkoning van Indië, 1903

### Russische betrekkingen
Daar waar de Britten niet konden profiteren van de zwakte van de China, lag dat een stuk anders voor de tegenspeler in The Great Game: het Russische Keizerrijk telde tot zijn onderdanen namelijk Mongolen, Kalmukken en Boerjaten, bevolkingsgroepen die voor een groot deel het Tibetaanse boeddhisme aanhingen. Verschillende van hen studeerden in Tibetaanse kloosters of ondernamen pelgrimstochten naar Tibet. Bovendien reisden er al sinds eind 18e eeuw Siberiërs voor handel door Centraal-Tibet. Zo maakten de Russen Gombojab Tsybikov en Ovsje Norzoenov rond 1901 de eerste foto's die er van Lhasa bestaan.
De grootste invloed in de betrekkingen tussen Rusland en Tibet kwam echter van de Boerjaat Agvan Losan Dorzjiev, toen ook bekend onder zijn Tibetaanse naam Ngawang Lobsang Dorjiev. Rond 1872/73 vertrok hij voor boeddhistische studie naar de kloosteruniversiteit Drepung die op circa vijf kilometer verwijderd ligt van Lhasa. In 1888 behaalde hij daar de hoogste boeddhistische graad geshe en samen met zes geleerden werd hij uitverkozen de dalai lama te onderwijzen in de boeddhistische filosofie. Dankzij deze positie groeide hij uit tot zijn vertrouweling. Dorzjiev wist de dalai lama te overtuigen van de voordelen van Russische betrekkingen nu de macht van de Chinese Qing-dynastie aanmerkelijk verzwakt was. Na een eerste onofficieel bezoek in 1898 reisde Dorzjiev twee jaar later als hoofd van een Tibetaanse delegatie nogmaals naar Sint-Petersburg. Daar overhandigde hij een schrijven van de dalai lama aan de Russische tsaar Nicolaas II waarin hij opriep vriendschappelijke betrekkingen aan te knopen. Ditmaal, maar ook tijdens een volgende reis van Dorzjiev in 1901, waren zijn pogingen zonder succes vanwege de Russische vrees dat deze vriendschap de betrekkingen met de Britten te sterk zou schaden.

### Britse Veldtocht in Tibet

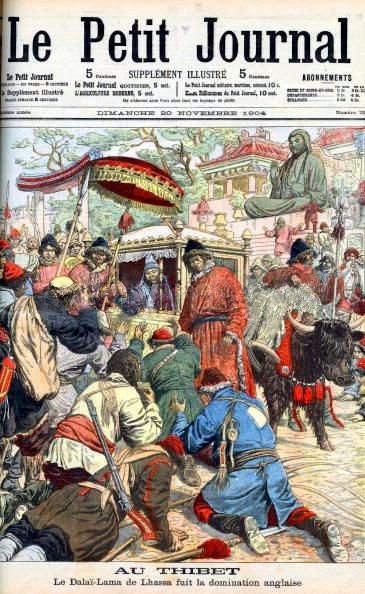
Het vertrek uit Lhasa in 1904

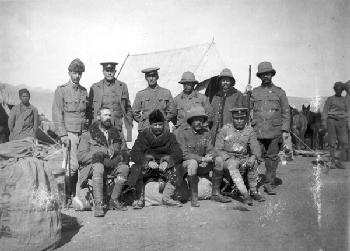
Younghusband met Britse soldaten, 1904

De onsuccesvolle diplomatieke reizen van Dorzjiev naar Rusland hadden desalniettemin grote consequenties voor de Brits-Tibetaanse betrekkingen. De Britten vermoedden namelijk dat de Russen met de Tibetanen een bondgenootschap waren aangegaan. Toen Tibet nogmaals een verzoek van de Britten afwees om onderhandelingen te starten over handelsbetrekkingen, kreeg kolonel Francis Younghusband de toestemming van Lord Curzon, ondersteund met een aarzelend instemmen van de regering in Londen, om Tibet binnen te trekken en onderhandelingen dan maar met geweld af te dwingen. De Britten vertrokken in december 1903 richting Tibet met een leger van 3.000 troepen, bezetten de Chumbi-vallei, veroverden het fort van Gyatse en trokken uiteindelijk in augustus 1904 Lhasa binnen.
Al voor het binnenmarcheren van de Britse troepen in de Tibetaanse hoofdstad, op 28 juli, was de dalai lama begonnen aan zijn vlucht naar Mongolië. Zijn regeringszegel vertrouwde hij toe aan Ganden tripa (de abt van het Ganden klooster) Lobsang Gyaltsen, die hij voor dat moment tot zijn terugkeer benoemde tot zijn regent. Kort erna, op 7 september, tekenden de Tibetaanse delegatie en de Britten het Verdrag van Lhasa in het Potalapaleis. In het verdrag erkende Tibet de Britse heerschappij in Sikkim, werd de Chumbi-vallei onder Brits bestuur geplaatst en werd het de Tibetanen zonder Britse toestemming niet toegestaan buitenlandse ('Russische') betrekkingen te onderhouden. Daarbij kregen de Britten toestemming vertegenwoordigingen in Lhasa en Gyantse te vestigen. Het Verdrag van Lhasa werd in 1906 door Peking bekrachtigd als ware het een Chinees-Brits verdrag. Ook stemde China in met alle bepalingen, inclusief de herstelbetalingen te verrichten aan de Britten.

### Verblijf in Mongolië, Kumbum en Peking

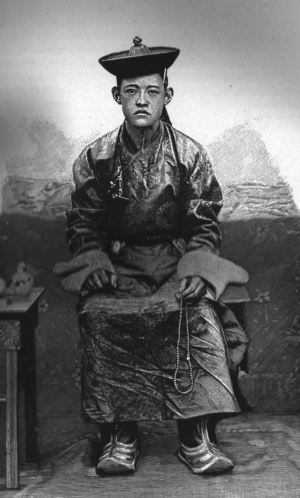
De achtste Jabzandamba

Thubten Gyatso kwam in november aan in Urga, huidig Ulaanbaatar en hoofdstad van Mongolië. Het hoofd van de gelugschool in Mongolië, de achtste Jabzandamba, nam het echter niet zo nauw met de voorgeschreven leefregels binnen de gelugtraditie: hij was getrouwd, dronk alcohol en rookte, zelfs in het bijzijn van de dalai lama. Door het begaan van dergelijke hoofdzonden was de relatie tussen beide tulku's erg gespannen. De contacten met de Russische consul en de Russische minister Pokotiloff van Chinese zaken, die hem in Urga bezocht, waren daarentegen uiterst hartelijk. Maar Rusland had juist de Russisch-Japanse Oorlog verloren en kon Tibet geen hulp bieden tegen de Britten. Op verschillende momenten hadden de Russen getoond de positie van de dalai lama veel beter in te schatten dan de Britten of Amerikanen dat hadden gedaan. Zo was Lawrence Waddell bijvoorbeeld met de Britse veldtocht meegereisd als cultureel adviseur en kenner van het Tibetaans boeddhisme. In deze tijd schreef hij over het hopeloze karakter van de dalai lama en diens ontembare humeur en ongeschiktheid voor de regering, volgens Charles Bell twee uitspraken die bijzonder ver van de waarheid afstonden.
De dalai lama bleef twee winters in Urga, ondanks de ijzige vrieskou die daar in de winter heerste en de last die zijn verblijf voor de bevolking betekende. De regels schreven namelijk voor dat niet alleen de hoge lama's, maar ook hun gevolg kosteloos van voedsel, onderdak en transport moesten worden voorzien. In het geval van de dalai lama bestond dat al snel uit enkele honderden personen. De aanwezigheid van twee zulke hoge lama's in de stad drukte daarom zwaar op de bevolking.

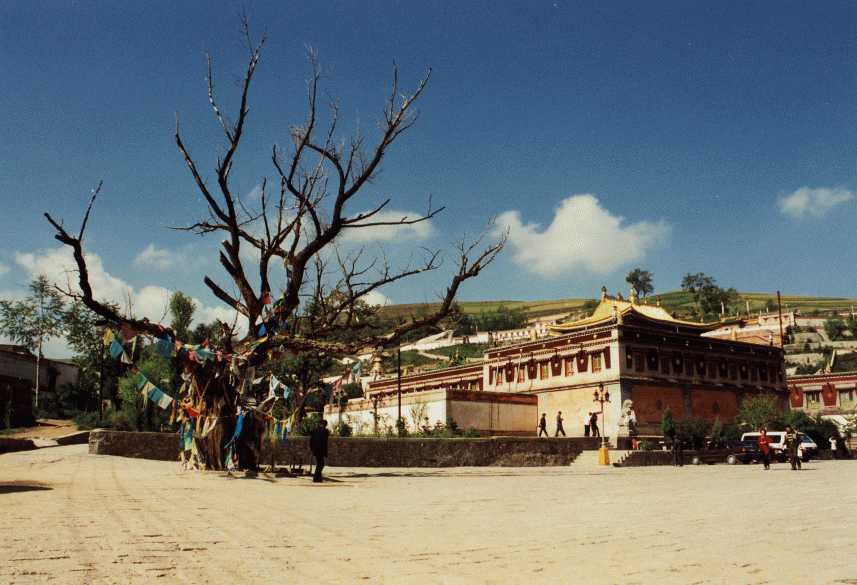
Kumbumklooster

In 1906 vertrok hij naar het klooster Kumbum in Amdo. Tijdens zijn verblijf hier zond hij Dorzjiev opnieuw naar Sint-Petersburg met het verzoek aan de Grote Witte Tsaar om hem bescherming te bieden indien hij weer was teruggekeerd in Lhasa. De dalai lama stond nog steeds wantrouwend tegenover de Britten. Niettemin was ook de Chinese regering hem niet gunstig gestemd en stond die bijvoorbeeld niet te trappelen om de dalai lama weer terug te laten keren naar Lhasa. Voor de dalai lama verging alle hoop op steun van de Russen toen de inhoud van Verdrag van Sint-Petersburg van 1907 bekend werd. In dit verdrag kwamen de Russen en Britten overeen dat Rusland zich niet zou mengen in Tibetaanse politieke aangelegenheden. Sinds dit moment veranderde de dalai lama zijn koers en richtte hij zich juist op Brits-Indië voor ondersteuning, echter met dien verstande dat Tibet aanspraak kon blijven maken op een onafhankelijke positie. Ook had hij voor ogen betrekkingen aan te knopen met andere landen, hoewel hem dit in de praktijk niet zou lukken vanwege de grote afstand, het ontbreken van de noodzaak daartoe en de aanspraak die China nog steeds maakte op Tibet. Toch zocht de dalai lama ook toenadering tot China en wilde graag de situatie in Tibet in Peking komen uitleggen. Om de betrekkingen met de Britten te verbeteren herstelde de daila lama Shatra, Sholkang en Changkyim in hun functie. Ze waren juist in 1903 ontslagen, omdat ze op de hand van de Britten waren. Ze werden zelfs gepromoveerd van shapes (ministers) tot lonchen (premiers). 

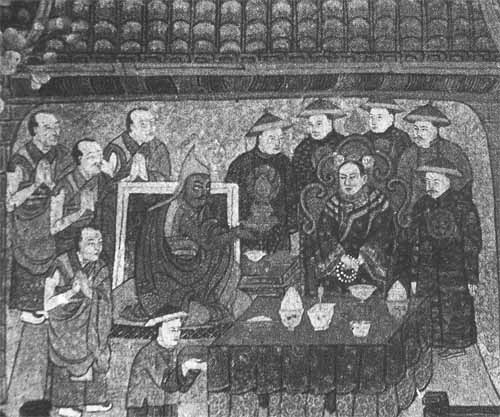
Bezoek van de dalai lama aan de Chinese keizerin-weduwe Cixi, 1909

Ondertussen ontbood de Chinese keizerin-weduwe Cixi de dalai lama naar Peking en de dalai lama besloot hieraan gehoor te geven. Hij combineerde de reis met een tussentijdse bedevaart naar de heilige berg Wutai Shan, waar hij bij elkaar vijf maanden verbleef. Hij arriveerde op 28 september in Peking en op 6 oktober 1908 werd hij dan uiteindelijk ontvangen op het keizerlijk hof. Ondanks de egards waarmee hij ontvangen werd, werd niet het protocol van een soeverein vorst gevolgd. Toen bijvoorbeeld de vijfde dalai lama in het verleden Peking had bezocht, had hij de titel toebedeeld gekregen van Meest Uitmuntende, Zelfstandig Bestaande Boeddha, Universele Heerser van het Boeddhistische Geloof, Houder van de Scepter, Dalai Lama. De dertiende dalai lama moest het echter doen met de titel Meest Uitmuntende, Zelfstandig Bestaande Boeddha van het Westen, waarbij twee ongemakkelijke zinnen, Universele Heerser van het Boeddhistische Geloof en Houder van de Scepter waren geschrapt omdat ze te sterk naar soevereiniteit verwezen. Ook werd de titel verder gewijzigd door hem vooraf te laten gaan met de toevoeging De Oprechte Gehoorzame, Reïncarnatie Ondersteunende. Een verdere teleurstelling was opnieuw de afwijzing van zijn verzoek zich rechtstreeks tot de keizerlijke troon te mogen wenden, een verantwoordelijkheid die de zevende dalai lama sinds de burgeroorlog van 1727-28 was ontnomen en in handen was gegeven van de amban in Lhasa.
Intussen had de Britse veldtocht bij de Chinezen het besef doen postvatten dat er allerlei half autonome vorstendommen aan de oostelijke rand van het rijk bestonden, die de grenzen kwetsbaar maakten voor invallen van buitenlandse machten. De Chinese generaal Zhao Erfeng was inmiddels begonnen maatregelen te nemen in Kham, een regio ten oosten van Centraal-Tibet met overwegend een Tibetaanse bevolking. In Batang kwam het in 1905 tot een opstand die hij meedogenloos neersloeg met duizenden doden tot gevolg. Al moordend trok Zhao op in de richting van Lhasa.

### Terugkeer naar Lhasa en vlucht naar Brits-Indië

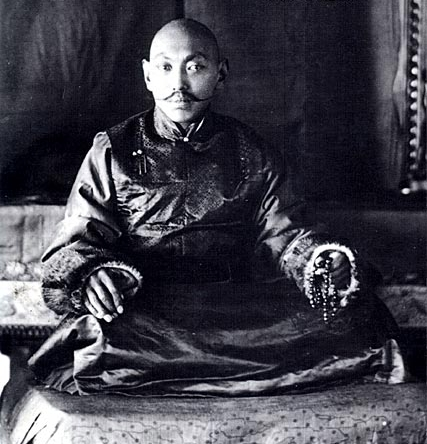
De 13e dalai lama in Darjeeling, Brits-Indië, in 1910

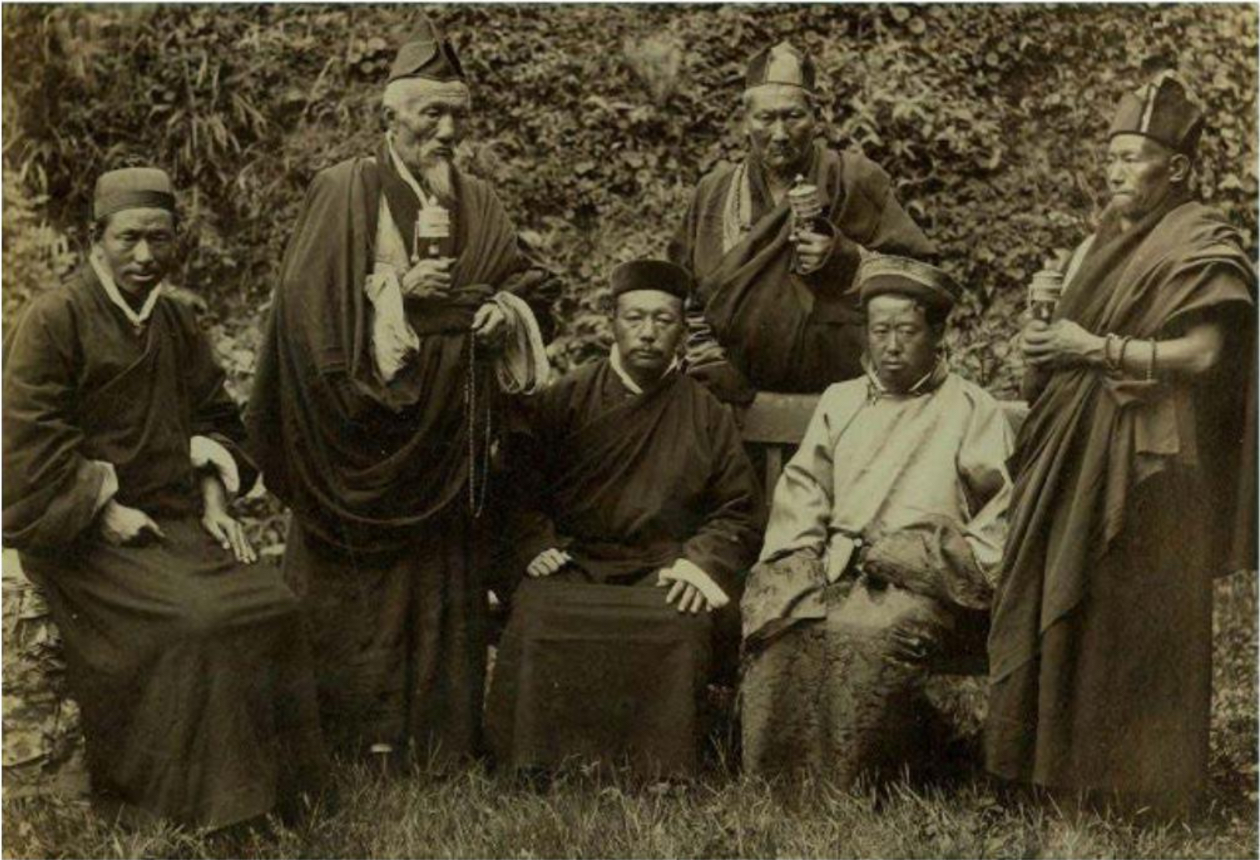
V.l.n.r. Namgyal van Sikkim, dalai lama, 1911

Ontgoocheld was de dalai lama na zijn bezoek aan Peking op 25 december 1909 teruggekeerd in Lhasa. Hij was vijf jaar afwezig geweest. Het aanstormende Chinese leger onder generaal Zhao Erfeng zorgde er echter voor dat hij zich al begin 1910 opnieuw genoodzaakt zag te vluchten. Ditmaal trok hij zuidwestwaarts over de Himalaya, naar het hill station Darjeeling in Brits-Indië. De Chinese amban in Lhasa vaardigde weer een verdrag uit om de dalai lama af te zetten. De burgers reageerden net als eerder door ook dit verdrag met de uitwerpselen van de jak in te smeren. De amban wilde de dalai lama vervangen door de pänchen lama, maar die paste daar voor. 
Intussen werd het steeds onrustiger in Peking. De crisis was in 1908 compleet geworden toen kort na elkaar zowel de keizerin-weduwe Cixi als de zieke keizer Guangxu plotseling overleden. De dalai lama had de laatste riten uitgevoerd voor de overledenen. De nieuwe keizer Puyi was toen nog een kind van drie jaar oud en zijn vader Zaifeng, de tweede Prins Chun, werd daarom benoemd tot diens regent. Er vonden een aantal incidenten plaats, waarbij de muiterij van militairen in Wuhan van 10 oktober 1911 wordt gezien als het centrale punt in de Xinhai-revolutie, omdat ze een golf van opstanden inluidde en uiteindelijk de val van de Qing-dynastie veroorzaakte.
Toen de berichten over de gebeurtenissen in China Lhasa bereikten, kwam het ook tot een opstand in Tibet. In Brits-Indië had de dalai lama inmiddels een oorlogsministerie benoemd om een gewapende oproer tegen de Chinezen te organiseren. Tibetaanse troepen pakten allereerst de beide ambans op en trokken na een gewapende opstand van enkele maanden de overwinning naar zich toe in april 1912.

### Onafhankelijk Tibet

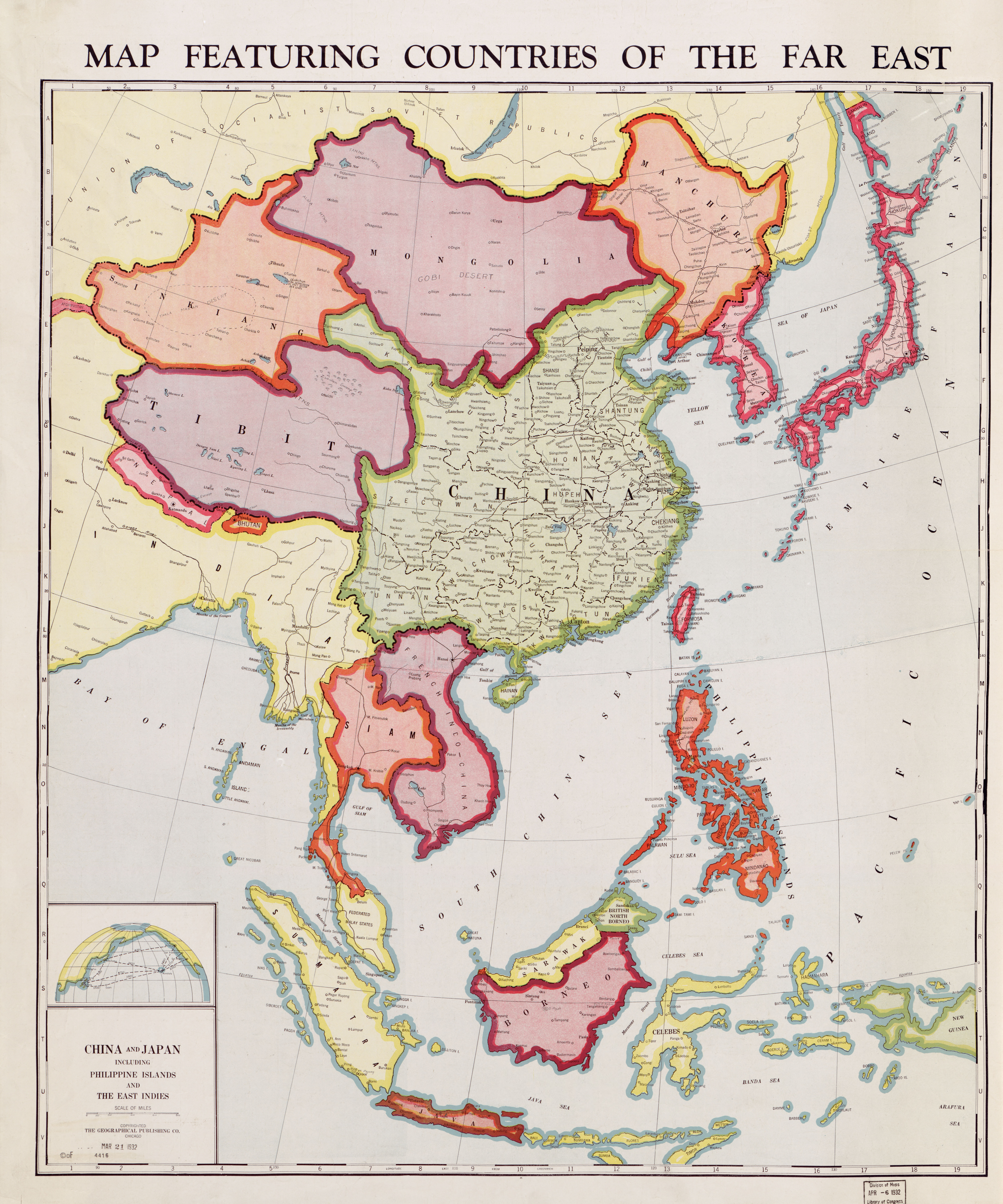
Tibet in 1932 met zijn grootste omvang sinds eeuwen

In 1912 kwam Tibet met de 3 puntenovereenkomst, waarin de Chinese troepen werden gedwongen Centraal- en Oost-Tibet te verlaten. Het was voor het eerst sinds de 18e eeuw dat er zich geen Chinese troepen meer in de stad bevonden. Per telegram maakte Sun Yat-sen, de nieuwe president van China, kenbaar dat hij de dalai lama in alle ambten herstelde. Hij beoogde daarmee de continuïteit van de Tibetaans-Chinese relaties te verzekeren. De dalai lama antwoordde echter afwijzend en zegde de patroon-priesterrelatie op die eeuwenlang de verhouding tussen Tibet met eerst de Mongoolse en later de Chinese keizer had geregeld.
In 1913 kwamen Tibet en Mongolië het Verdrag van Urga overeen, waarin ze elkaars onafhankelijkheid erkenden. Toen de dalai lama in januari 1913 terugkeerde naar Lhasa, riep hij de onafhankelijkheid van Tibet uit. Dit bleef de facto de situatie totdat het Volksbevrijdingsleger Tibet binnentrok in 1950-51. De dalai lama heroverde gebieden, nadat de Chinese regering van Yuan Shikai, nerveus van de groeiende Britse invloed in Tibet, had besloten zoveel grondgebied van Tibet in te nemen als mogelijk was: gebieden in Kham, waaronder Batang, Chamdo, Drayab, Markham en in 1913 Chatreng. Vervolgens kwamen Tibet, het Verenigd Koninkrijk en de Republiek China in 1914 het Akkoord van Simla overeen, met verregaande autonomie voor Tibet. Het akkoord werd echter alleen door de Britten en Tibet ondertekend; de ratificatie door China heeft later nooit plaatsgevonden. Ivan Chen, de Chinese vertegenwoordiger, weigerde het verdrag te tekenen. Sir Henry McMahon, de Britse vertegenwoordiger, schreef een waarschuwing aan het adres van China, dat als er niet door China werd getekend: 'In that case the Chinese Government will, of course, lose all the privileges and advantages which the tripartite convention secures for them, including recognition of Chinese suzerainty over Tibet.' Verder kwamen de Britten en Tibetanen nog tot een akkoord over handelsafspraken.
Het zelfvertrouwen als onafhankelijke staat nam verder toe. Zo zegde de dalai lama bijvoorbeeld in 1914 duizend troepen toe, om in de Eerste Wereldoorlog mee te vechten aan de zijde van de Britten. Vanwege het ontbreken van deugdelijke geweren en ander materieel voegde de dalai lama er wel aan toe dat hij alleen soldaten zonder wapens kon leveren. Een acceptatie van het aanbod werd door de Britten als suïcidaal beschouwd; wel werkten Tibetanen mee aan de verzorging van Britse gewonden.
De dalai lama versterkte het Tibetaanse leger met hulp van de Japanse generaal Yasujiro Yajima en Russische en Britse instructeurs, ofwel instructeurs uit machten die China hadden overwonnen. In 1918 heroverde Lhasa controle over Chamdo en het westen van Kham, nadat de nieuwe generaal Peng Ri-shing Tibet was binnengevallen. Generaal Peng gaf zich over en drieduizend Chinese soldaten waren gevangengenomen. De Tibetanen herwonnen gebied dat sinds 1910 door de Chinese troepen werd bezet.  
Na deze verliezen verzocht Peking Londen om bemiddeling, dat de consul-officier Eric Teichman daartoe afvaardigde. In twee akkoorden werd overeengekomen dat de oostgrens ongeveer zou samenvallen met de Jangtsekiang, dat alle vijandelijkheden werden gestaakt en dat de troepen uit elkaars grondgebied werden teruggetrokken. Het verdrag werd getekend, maar nooit door Peking geratificeerd. 
Zuid-Kham behoorde van 1915 tot 1927 met een paar andere delen van Yunnan aan de Yunnan-kliek. Daarna behoorde het aan de gouverneur en krijgsheer Long Yun tot aan het einde van de Chinese Burgeroorlog, toen Du Yuming hem aan de kant zette in opdracht van Chiang Kai-shek. Oost-Kham, gescheiden door de Jangtsekiang, lag onder controle van de Chinese krijgsheer Liu Wenhui. De situatie in Amdo (Qinghai) was complexer, waarbij de regio rond Xining na 1928 onder controle lag van de Hui-krijgsheer Ma Bufang. Hij was lid van de islamitische clan Ma-kliek die onophoudelijk streefde naar het in handen krijgen van de rest van Amdo. Oost-Kham werd geregeerd door lokale Tibetaanse prinsen, met verschillende loyaliteiten. Een dergelijke situatie had overigens in het hele land bestaan vóór de vereniging van Tibet door de vijfde Dalai Lama.
Bij de dood van de dertiende Dalai Lama in 1933 had de regering van Tibet de controle over U-Tsang en het westen van Kham, dat ongeveer samenvalt met de grens van de latere Tibetaanse Autonome Regio.

De vlag van Tibet, in 1913 ingevoerd als oorlogsvlag en sinds 1947 in gebruik als nationale vlag

De dalai lama besteedde de rest van zijn regeerperiode aan de modernisering van Tibet en de consolidatie van de onafhankelijkheid. Een nationaal wapen kende het al sinds 1642, toen de vijfde dalai lama zijn intrede had genomen in het Potalapaleis.
Hieraan voegde de dertiende dalai lama vervolgens in 1913 een oorlogsvlag toe die in 1947 werd uitgeroepen tot nationale vlag van Tibet.
Paspoorten voor internationale reizen werden overigens voor het eerst gedrukt in 1947 en dus niet meer tijdens het leven van Thubten Gyatso. Ook het Tibetaans volkslied Gyallu stamt uit een latere tijd en werd pas in 1950 met deze woorden op schrift gezet.

### Politiek testament
In de loop van 1931 maakte het Tibetaans staatsorakel bekend dat de dalai lama ziek was en een aankomst op de eerbare velden niet lang meer op zich zou laten wachten. Hij adviseerde het Tibetaanse kabinet om de dalai lama te vereren met gebeden, waaraan het vervolgens gehoor gaf. De dalai lama antwoordde in een politiek testament, het eerste geschrift waarvan met zekerheid gezegd kan worden dat het door een dalai lama zelf is geschreven. Hierin beschreef hij het verloop van zijn leven en zijn zorgen over de toekomst.
De dalai lama beschreef zijn eigen beleid in dit testament als barmhartig en riep op dit als zodanig te beschouwen en begrijpen. Hij droeg Tibetanen op te zorgen voor eendracht en maande de regeringsfunctionarissen hun land trouw te zijn en geen andere mogendheden te dienen.

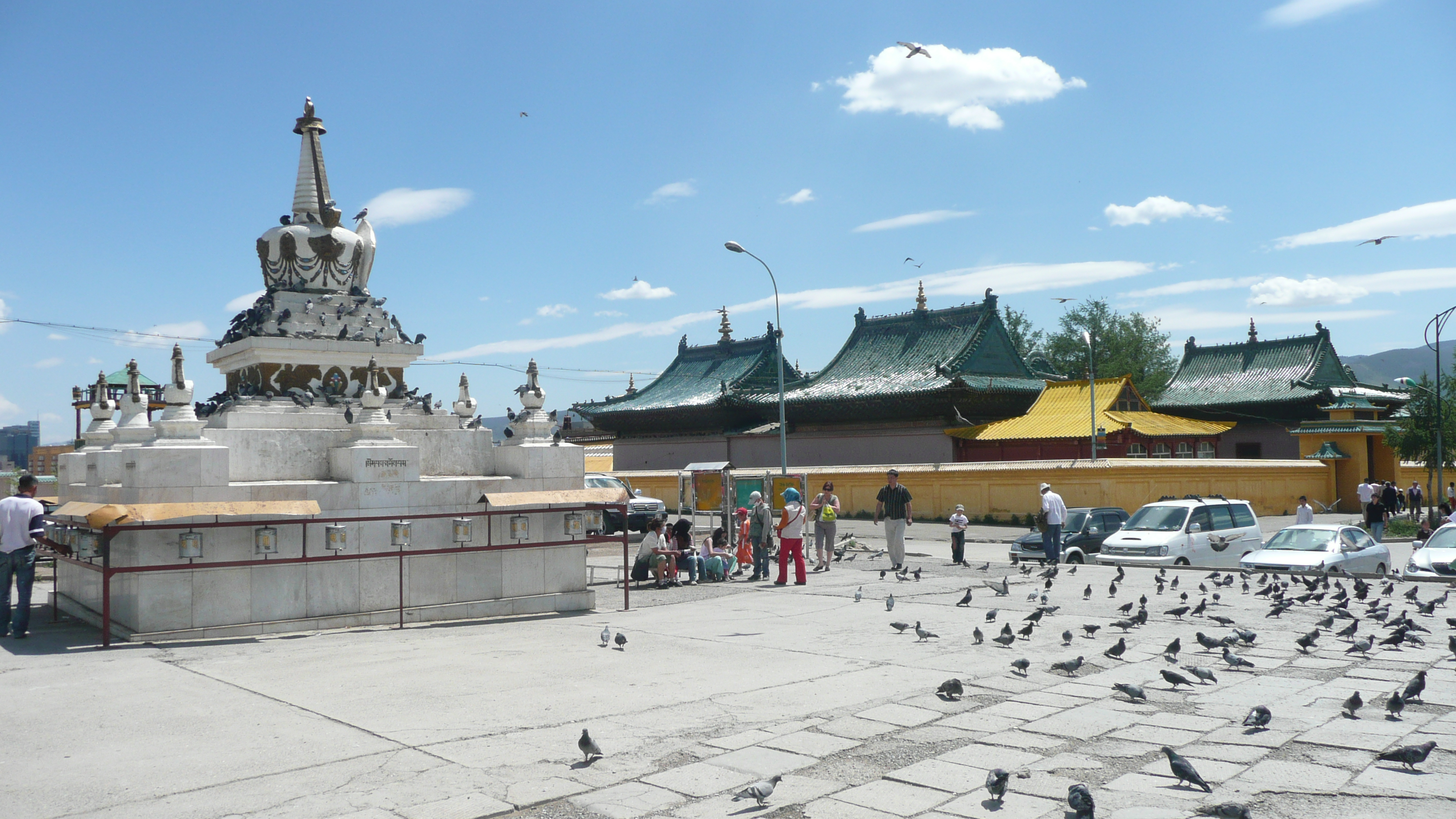
Stoepa en andere gebouwen bij het gerestaureerde Gandan-klooster, traditioneel de zetel van de Jabzandamba, 2009

Hij liet verder zijn bezorgdheid weten over de omwentelingen die hadden plaatsgevonden in Mongolië, waar het communistische regime het boeddhisme in de ban had gedaan, de reïncarnatie van de Jabzandamba had verboden en de boeddhistische kloosters en symbolen in het land systematisch had vernietigd. Hij waarschuwde ervoor dat een dergelijk lot door toedoen van andere mogendheden ook in Tibet denkbaar kon zijn. Hij herinnerde eraan dat twee kleine staten zich voortdurend vijandig jegens Tibet toonden, indirect wijzend naar Nepal en Bhutan. Verder kaartte hij aan dat zowel Brits-Indië als China beschikten over grote legers waardoor er de noodzaak voor Tibet bestond om vriendschappen met beide te blijven onderhouden. Ook benadrukte hij nog eens de noodzaak van het aanhouden van een eigen vitaal leger.

### Overlijden

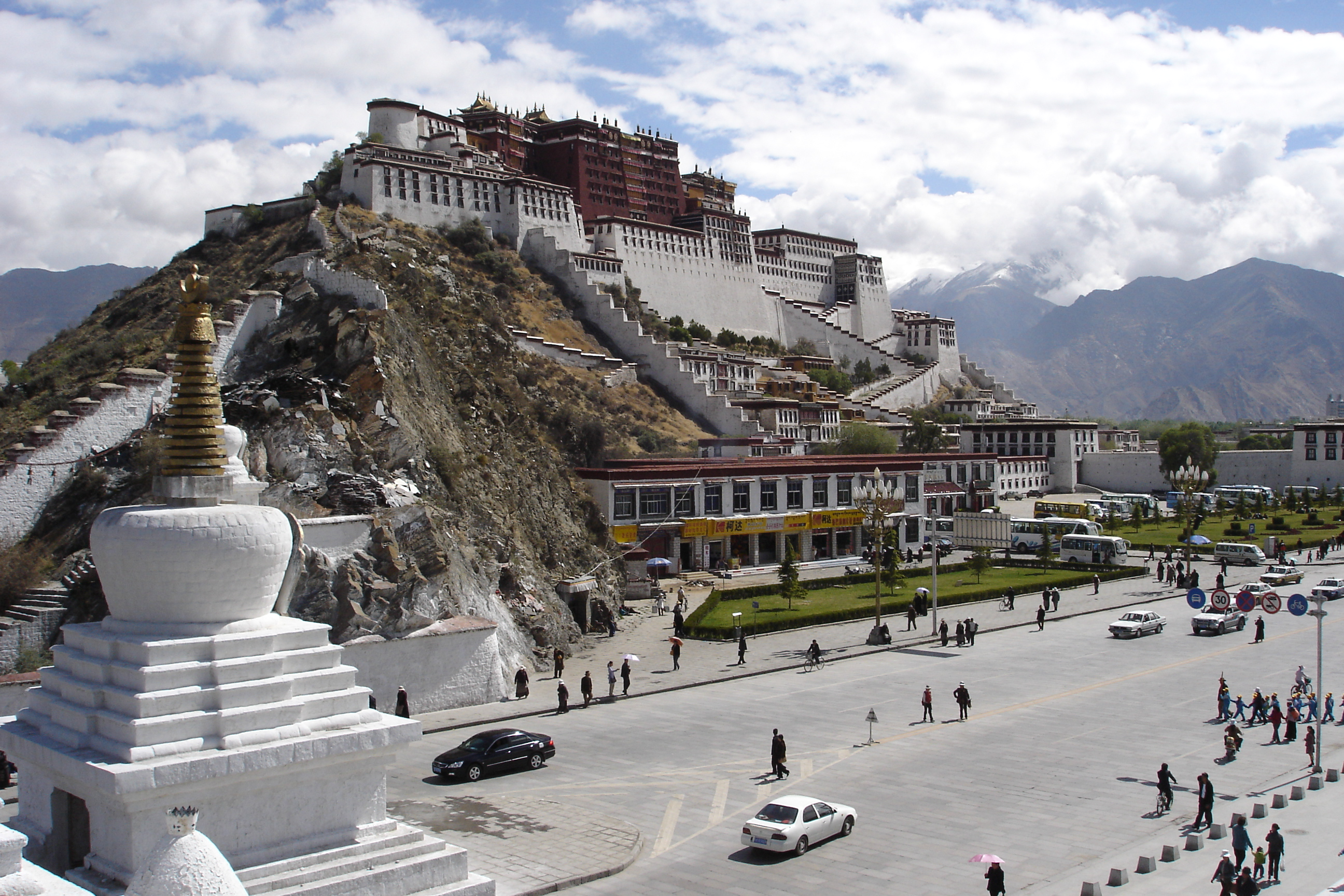
Potalapaleis, 2006

In 1933 woonde de dalai lama de viering van Mönlam Chenmo bij, maar was hij later niet meer bij de herdenking van de geboorte en dood van Tsongkhapa, Gaden Ngacho, waardoor de vrees onder de bevolking toenam dat hij erg ziek moest zijn. Niemand wist het echter zeker en Kunphela, die op dat moment het meest nabij de dalai lama stond, deed alle moeite hierover zo veel mogelijk geheim te houden.
Op 17 november liep de dalai lama een verkoudheid op, daarbij vermoeid en gekweld door de ongeschiktheid van zijn regeringsfunctionarissen die hij kort ervoor streng had aangesproken in zijn politieke testament. Zijn toestand verslechterde en werd kritisch op 3 december. Kunphela liet daarop het Tibetaans staatsorakel naar het Potalapaleis komen dat haastig en zonder ceremoniële kleding kwam opdagen en de dalai lama een geneeskrachtig poeder toediende. De belangrijkste lijfarts van de dalai lama, Jampa-la, ontdekte dat het orakel een verkeerd middel had toegediend en meteen daarop gaf het orakel de dalai lama nogmaals een medicijn, ditmaal op voorschrift van de lijfarts. Beide medicijnen werkten eerder averechts en zorgden ervoor dat de toestand van de dalai lama verder verslechterde.
Intussen werden de andere leden van de Tibetaanse regering over de toestand van de dalai lama geïnformeerd. De Ganden tripa, de premier, de kabinetsleden en enkele andere hooggeplaatste Tibetanen vroegen om audiëntie bij de dalai lama. Kunphela wees dit in eerste instantie af, maar stond later toch toe dat enkele leden van de regering de dalai lama bezochten. De dalai lama overleed uiteindelijk op 17 december 1933 om 19:30 uur.

## Beleid

### Modernisering
De jaren voorafgaand aan zijn terugkeer in Lhasa in 1913 waren van grote invloed op de politieke lijn die de dalai lama daarna insloeg. Vooral zijn driejarige ballingschap in Brits-Indië betekende een belangrijke leerschool voor hem. Hier leerde hij de Britse efficiëntie en moderne techniek kennen, wat hem motiveerde moderniseringen door te voeren in het sterk achtergebleven Tibet. Hem werd duidelijk dat er een groot aantal veranderingen moesten worden doorgevoerd, om Tibet om te vormen naar een land dat kon meeprofiteren van de ontdekkingen en ontwikkelingen die zich in andere landen al lang hadden voltrokken. Hij nam zich voor te zorgen voor een functionerende infrastructuur en hij wilde een onderwijssysteem introduceren dat zich niet beperkte tot de overdracht van de klassieke boeddhistische opleidingscanon alleen. Verder realiseerde hij zich de noodzaak van de vorming van een modern Tibetaans leger om te voorkomen dat Tibet een speelbal zou worden van omringende landen.

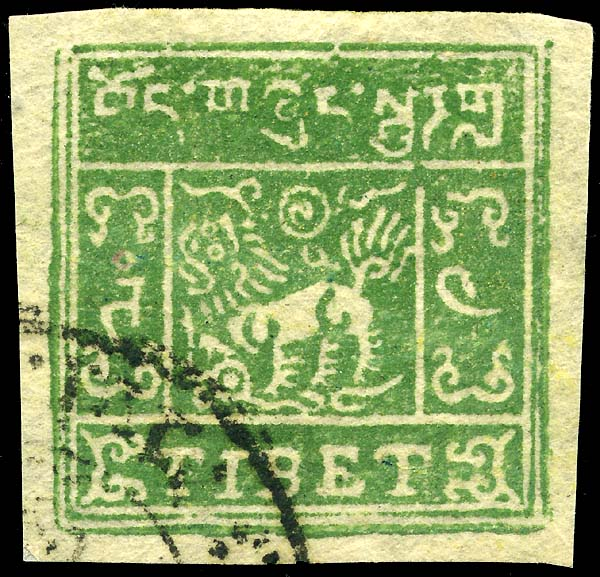
Postzegel, 1934

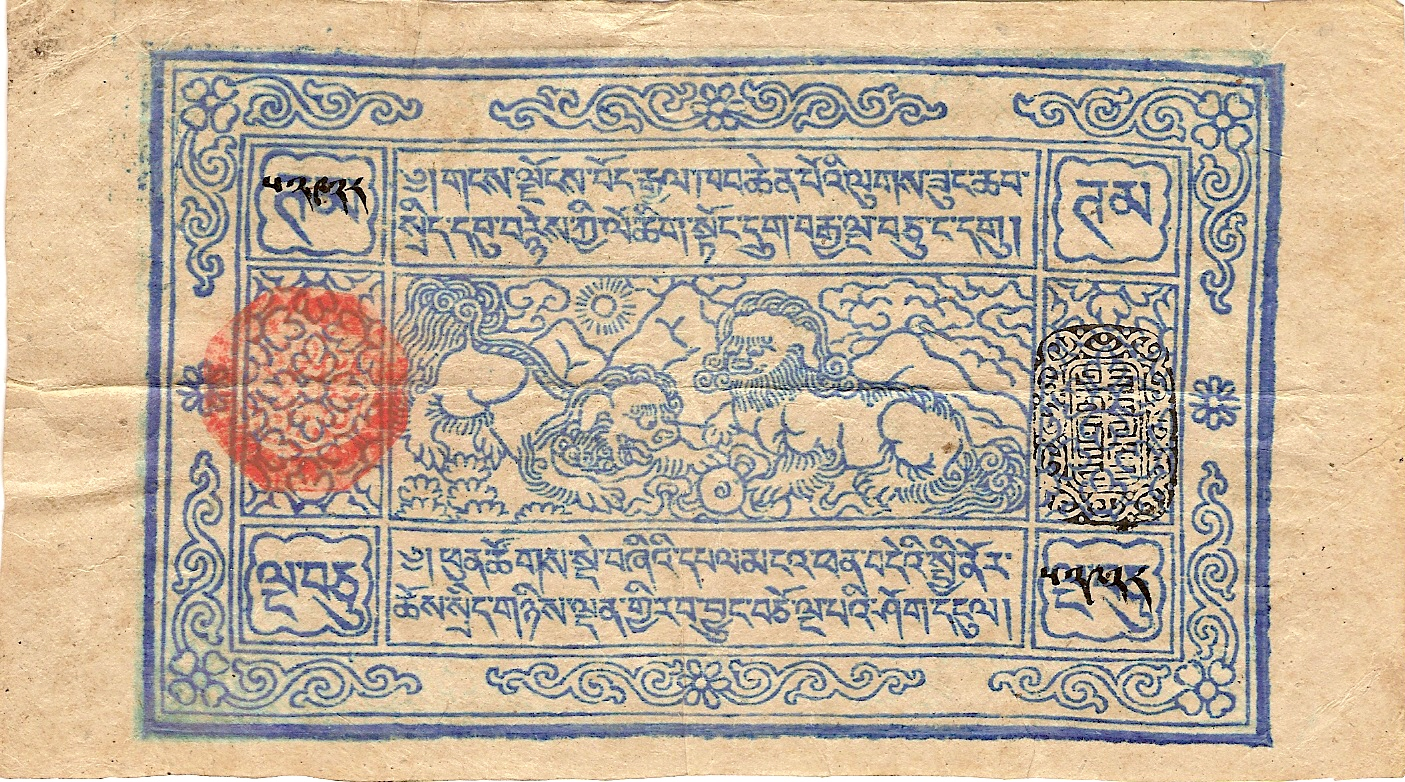
Tibetaans bankbiljet, 1912

Een modernisering van het postsysteem had in feite al een aanvang gekend tijdens de opmars van de Chinese troepen naar Lhasa tussen 1909 en 1911. In deze tijd werden vijf Chinese postkantoren opgericht in Centraal-Tibet en Chamdo. Aanvankelijk werden keizerlijke postzegels gebruikt. In 1911 volgde de uitgave van een serie van elf Tibetaanse postzegels in drie verschillende talen. Het stelsel zou niettemin erg primitief blijven en vooral gericht op postverkeer in Tibet zelf. Na enkele decennia de kans te hebben gehad zichzelf te ontwikkelen, bleek het in de jaren veertig nog steeds onmogelijk een brief rechtstreeks naar Europa te zenden. Heinrich Harrer, die zich op dat moment in Lhasa bevond, moest in die tijd een brief in twee enveloppen wikkelen, waarvan de bovenste aan de grens met India werd verwijderd zodat de binnenste zijn weg vervolgde met een Indiase postzegel.
Tibetaanse bankbiljetten werden voor het eerst uitgegeven in 1913 met de denominatie van 5 groene of blauwe en tien rode tam. Deze bankbiljetten droegen jaartal 1658 (16 lo 58) van de Tibetaanse kalender (1913 volgens onze tijdrekening).

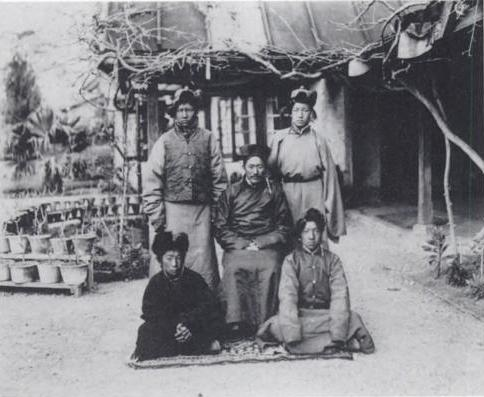
Lungshar met zijn pupillen Kyibu, Möndro, Ringang en Gongkar in Gangtok, kort voor hun vertrek, 1912

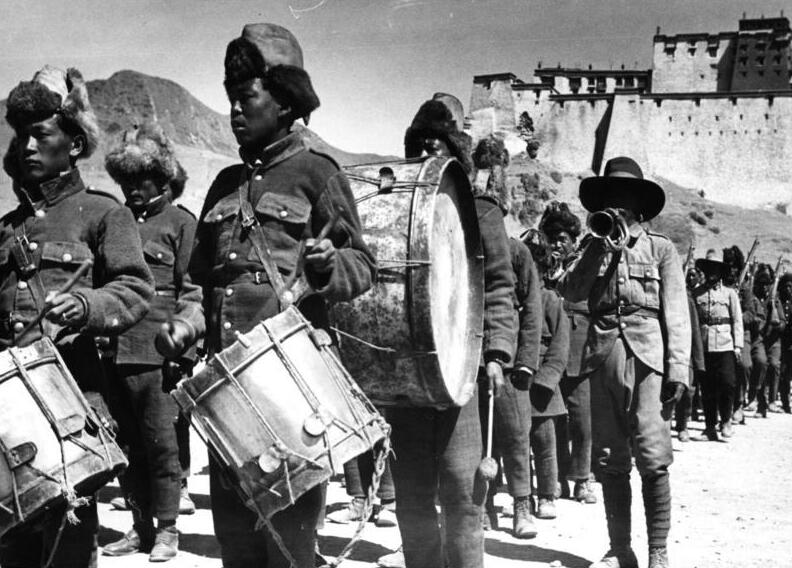
Troepenparade in Shigatse, 1939

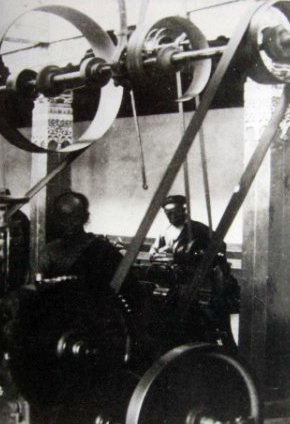
Drabchi Lekhung, 1933

De dalai lama probeerde veel van zijn vernieuwende ideeën te realiseren door internationale contacten op te bouwen en het land open te stellen voor buitenlanders. Een van de initiatieven daarvoor was het uitzenden van vier Tibetaanse jongens naar Rugby School in het graafschap Warwickshire in Engeland: Kyibu II studeerde telegrafie, landmeetkunde en cartografie, Möndro techniek en mijnbouw, Ringang elektrotechniek, en Gongkar krijgswetenschap. De reis stond onder leiding van Lungshar.
Bij terugkeer introduceerden de vier jongens verschillende moderne technologieën in Tibet. Er werd een telegrafielijn aangelegd van Lhasa naar Gyantse en India, een waterkrachtcentrale gebouwd die de straten van Lhasa van elektrische verlichting voorzag, en de Tibetaanse troepen werden getraind naar Engels model. Enkele jaren later nodigde de dalai lama enkele Japanse militaire experts uit voor training van de troepen. Möndro voerde echter tevergeefs enkele mijnbouwpogingen uit.
In 1923 werd de Engelse hogeschool in Gyatse opgericht naar het voorbeeld van hoger onderwijs in het Verenigd Koninkrijk. Verder werd er rond deze tijd in Lhasa een moderne politie-eenheid in het leven geroepen die onder leiding stond van een politieofficier uit Sikkim. In de woonwijk Shöl aan de voet van het Potalapaleis werd een nieuwe drukkerij gebouwd waar naast boeddhistische geschriften ook vertalingen werden gedrukt van Europese en Japanse militaire handboeken.
Hij liet wegen voor motorvoertuigen aanleggen. Hij bezat zelf de eerste auto in Tibet: de Baby Austin, Tibet No. 1.  
De dalai lama wilde de onderdrukkende kenmerken van het Tibetaanse kloostersysteem verdrijven, zoals het machtsmisbruik (hoge boetes, zware belasting) van twee monnik rechters  tijdens het Monlam Chenmo (Groot Gebeds Festival). Het volk van Lhasa hoefde nu de stad niet meer tijdens het festival te ontvluchten.
De hervormingen rekenden op felle tegenstand van de conservatieve geestelijkheid van de drie grote Tibetaanse kloosterorganisaties: Sera, Ganden en Drepung. Zo zon het de geestelijken niet dat de kloosters met de stichting van de Engelse hogeschool in Gyantse het opleidingsmonopolie kwijtraakten, waren ze niet te spreken over de niet-boeddhistische invloeden die het land binnenkwamen en voedde bijgeloof allerlei angsten, zoals het diepe geloof dat de mijnbouw naar goud de berggoden schrik aan zou jagen. Grote afkeer wekte verder de modernisering van het Tibetaanse leger. Enerzijds vanwege het geweld dat een leger levende wezens toe kan brengen, maar ook om zaken als bijvoorbeeld de voorliefde voor de Engelse in plaats van de traditionele Tibetaanse kledingstijl van opperbevelhebber Tsarong en diens bevelvoerders, die de conservatieve clerus deed gruwelen. De boeddhistische elite slaagde er uiteindelijk in de dalai lama ervan te overtuigen een verbod uit te vaardigen tegen het dragen van Europese kleding. Daarnaast werd in 1926 de invoer van tabak verboden en opdracht gegeven de tabak die nog in het land aanwezig was in beslag te nemen. Ook werden de deuren van de hogeschool in Gyantse alweer na drie jaar gesloten. Een deel van de Tibetaanse adel ging er daarna toe over hun kinderen voor opleiding naar India te zenden. De vergeefse opening van de Engelse hogeschool in Lhasa in 1944 mocht ook niet meer baten: deze school bleef maar een jaar bestaan en de Tibetaanse adel stuurde zijn kroost enkel nog naar de Engelstalige scholen in India.

### Maatschappelijke veranderingen

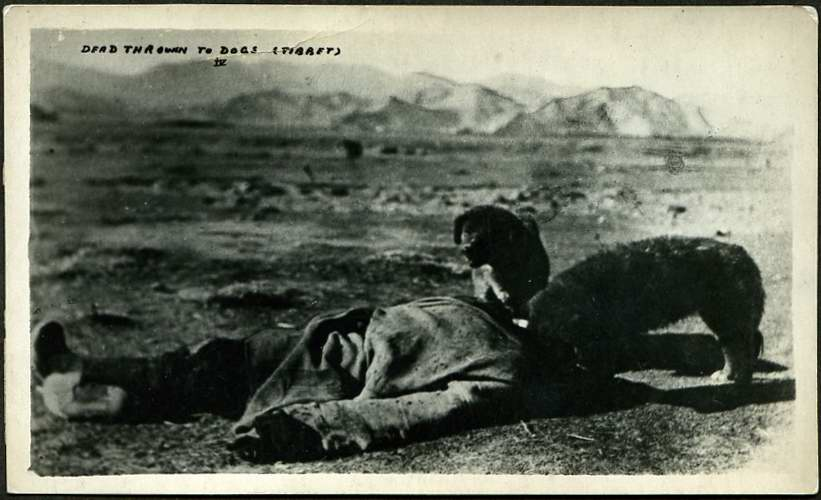
Verbetering in de mensenrechtensituatie

Dankzij zijn vriendschap met Sir Charles Bell kwam de dalai lama in aanraking met allerlei Europese politieke en sociale ideeën. Deze ervaringen en de hevige kritiek van de Pekingse pers tijdens zijn verblijf in Wutai Shan hebben de dalai lama beïnvloed in het nemen van enkele hervormingen op maatschappelijk niveau. De kritiek van de Pekingse pers richtte zich toen vooral op de hoge kosten voor voedsel, onderdak en vervoer van zijn escorte, die voor rekening kwamen van de regio's waar de dalai lama doorheen trok.
Vrijwel meteen na zijn terugkeer in Lhasa vaardigde hij enkele wetswijzigingen op dit gebied uit, waaronder de afschaffing van verschillende lijfstraffen als het afsnijden van ledematen als vergelding van misdaden. Verder schafte hij de doodstraf af waarvan hij al langer tegenstander was geweest.
Zijn ambtenaren gaf hij opdracht niet te hoge belastingafdrachten noch te grote onteigeningen te verlangen van de bevolking. Toen de kosten van het Tibetaanse leger en de stationering ervan in Kham in de jaren twintig echter uit de hand liepen, legde hij wel hoge belastingverplichtingen op aan de Tibetaanse kloosters en de pänchen lama.

### Bevordering van de geneeskunde

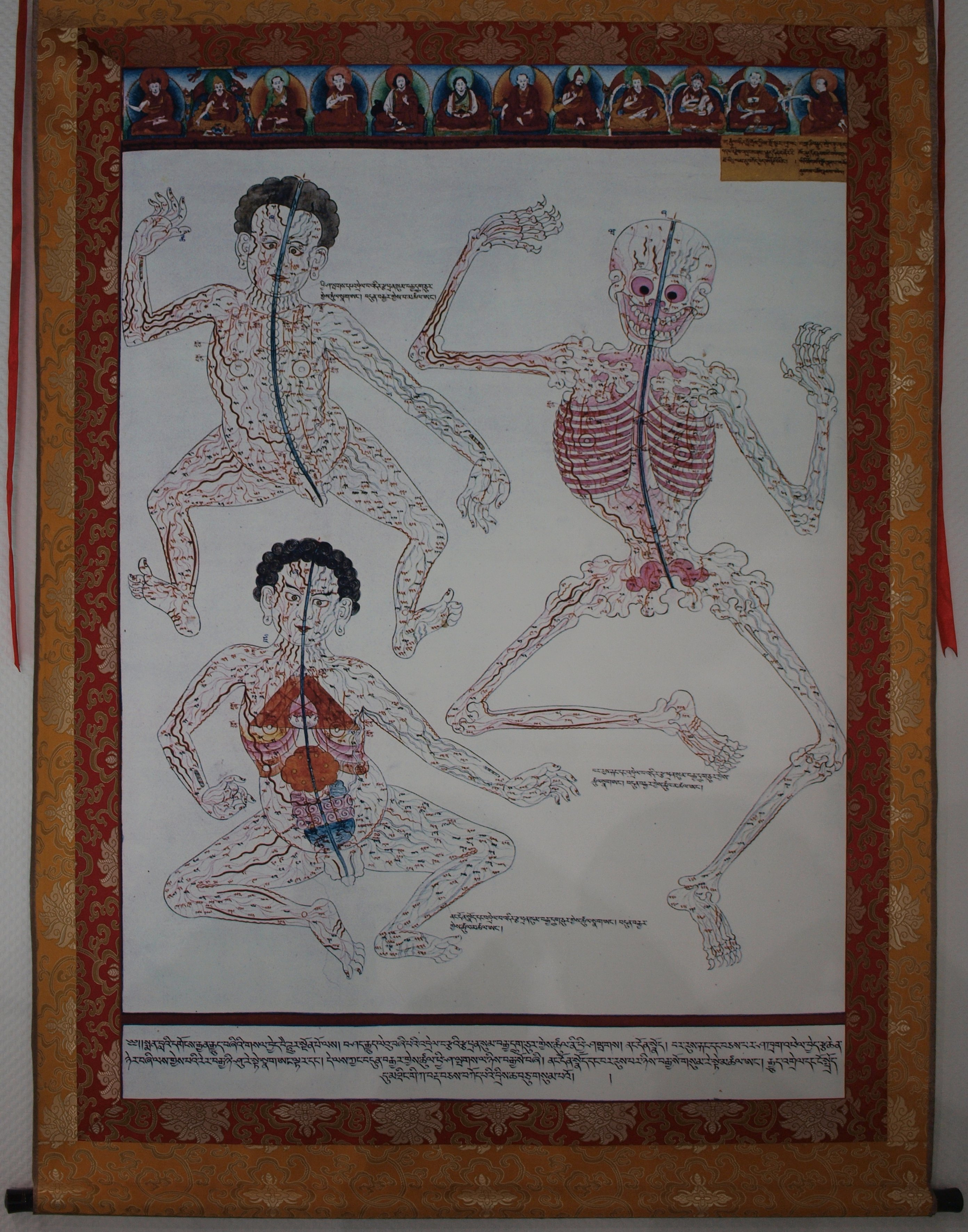
Poster uit de Tibetaanse geneeskunde

In 1916 richtte de dalai lama de Men Tsee Khang op in Lhasa, een medische faculteit die zich volledig richtte op de bevordering van de eeuwen oude Tibetaanse geneeskunde. De Tibetaanse geneeskunde onderscheidt zich bovenal van de westerse geneeskunde door de vermenging met filosofieën uit het Tibetaans boeddhisme. Daarnaast geldt dat er een serieuze plaats is ingeruimd voor de Tibetaanse astrowetenschap, met als belangrijkste pijlers de theorieën en filosofieën uit de Tibetaanse astronomie en astrologie.
Naar Tibetaans inzicht betekende dit een grote vooruitgang op medisch gebied. In de praktijk behaalde het instituut echter bij lange na niet het niveau dat toen al gangbaar was in de westerse geneeskunde. Enkele decennia na de stichting van Men Tsee Khang bleek de stand van de geneeskunde nog steeds op een erbarmelijk laag niveau te staan. Na zijn bezoek in de jaren veertig schreef de Oostenrijkse bergbeklimmer Heinrich Harrer bijvoorbeeld hierover:
Hoeveel zou er niet voor de toekomst van Tibet gedaan kunnen worden, wanneer men de medische en sanitaire toestanden verbeterde! De chirurgie vooral is hier nog geheel onbekend. Aufschnaiter en ik werden groen van de angst als we aan de mogelijkheid van een blindedarmontsteking dachten! Iedere verdachte pijn joeg ons de schrik op het lijf, want het scheen ons absurd om in de twintigste eeuw aan een blindedarmontsteking te moeten sterven ... Helaas verzetten de medicijnscholen zich tegen iedere vooruitgang. De leer van Boeddha en diens leerlingen is voor hen de opperste wet en daar mag men niet aan raken.— Heinrich Harrer in Zeven jaar in Tibet, 1953

## Vertrouwelingen
Volgens oud-minister (tsepön) Wangchug Deden Shakabpa, in zijn boek Tibet. A political history uit 1967, kende de dalai lama drie favorieten: Tsarong Dzasa, Thubten Kunphela en Lungshar. Ook de tibetoloog K. Dhondup komt tot die conclusie.

### Tsarong

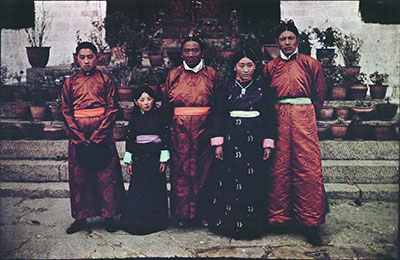
Tsarong midden tussen familieleden, 1937

Tijdens de vlucht van de dalai lama naar India in 1910, was Tsarong Dzasa bevelhebber in het Tibetaanse leger. Hij besloot met enkele troepen te wachten op de achterop komende Chinese soldaten om hun achtervolging te vertragen zodat de dalai lama veilig in India aan zou komen. Voor deze slag bij Chaksam werd Tsarong later beloond met de benoeming tot opperbevelhebber van het leger. In deze functie groeide hij sinds begin 1912 uit tot een machtig man en een van de naaste vertrouwelingen van de dalai lama. In de jaren twintig was de macht van het leger zodanig gegroeid, dat Tsarong een vertegenwoordiging van militairen in het Tibetaanse parlement (tsongdu) opeiste. Deze eis leidde tot een tegenreactie van Lungshar en, toen Tsarong van zijn pelgrimsreis uit India terugkeerde in 1925, intervenieerde de dalai lama door hem uit zijn functie als opperbevelhebber van het leger te ontheffen. Als kalön (minister) bleef hij wel aan en ook bleef hij een factor van belang in de Tibetaanse politiek.

### Thubten Kunphela

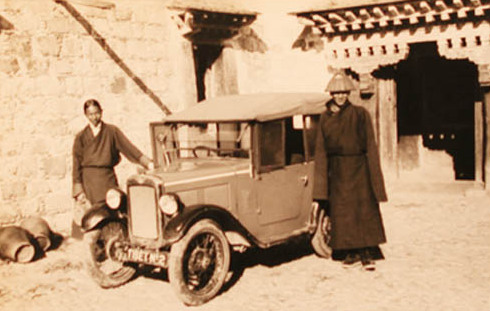
Yuthok en Kunphela met diens Austin, 1933

Op de leeftijd van twaalf jaar werd Kunphela naar Lhasa ontboden om in het Potalapaleis te werken. Na een incident met een aantal stalknechten had Kunphela de volgende dag gegeseld moeten worden. Na zijn vlucht en terugvondst kort daarop wendde zijn lot echter en werd hij juist coulant behandeld: hij kreeg de gelegenheid om te studeren en werd meer en meer een vertrouweling van de dalai lama.
De dalai lama maakte hem verantwoordelijk voor de renovatie van een deel van het Potala en in 1931 kreeg hij de leiding over het machinecomplex Drabchi Lekhung waar munitie werd geproduceerd en bankbiljetten werden gedrukt. Deze functie voerde hij succesvol uit, en met het opzetten van het Trongdra Regiment, een elitekorps met rond 1000 manschappen, verwierf hij nog datzelfde jaar een bijzondere machtspositie. Na de dood van de dalai lama in 1933 beschikte hij feitelijk zelfs over de meeste macht in het land. Lungshar slaagde er niettemin in een complot tegen hem te smeden, wat ertoe leidde dat Kunphela zijn macht verloor en naar Kongpo werd verbannen. Hij vertrok daarna naar Kalimpong in Brits-Indië, vervolgens naar Nanking in China en keerde pas na de ontmaskering van de complotterende vijfde Reting rinpoche eind jaren veertig weer terug naar Lhasa.

### Lungshar

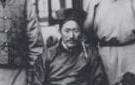
Lungshar, ca. 1912

In november 1912 werd Lungshar uitgekozen om vier Tibetaanse studenten naar Rugby School in Engeland te brengen voor studie. Hij stond hiermee aan het begin van de veranderingen die in Tibet de zo door de dalai lama gewenste modernisering moesten brengen. In 1917 verhoogde de dalai lama belastingen op de bezittingen en opbrengsten van Tashilhunpo en Lungshar werd in 1919 bevorderd tot financieel secretaris om zorg te dragen voor de inning van deze belastingen.
In 1922 werd Lungshar door het bijna veroorzaken van een oorlog met Nepal uit zijn militaire post ontheven. Niettemin lukte het hem om een versterking van de macht van Tsarong in 1924 te verijdelen en hem te onttronen als opperbevelhebber van het leger, een positie die Lungshar zelf wist te bemachtigen vanaf 1926. Hij bleef de machtigste positie na de dalai lama behouden, totdat Kunphela in 1931 het Trongdra Regiment opzette. Na de dood van de dalai lama in 1933 zette hij een complot op tegen Kunphela. Het lukte hem echter niet de macht definitief naar zich toe te trekken door een interventie van minister Trimön.

## Tegenstrevers

### Conflict met de pänchen lama

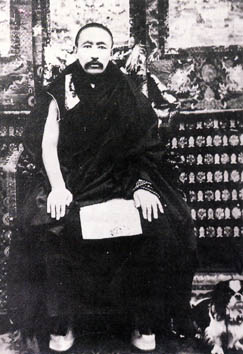
De negende pänchen lama, Thubten Chökyi Nyima

Het ongetwijfeld belangrijkste interne conflict had de dalai lama met de negende pänchen lama, de hoogste spirituele leider binnen de gelugtraditie na hem. De onenigheid tussen beide begon toen de dalai lama in 1910 naar Brits-Indië wilde vluchten en hij de pänchen lama verzocht hem te begeleiden. Die weigerde dit echter en besloot daarentegen op de uitnodiging in te gaan van de Chinese amban in Lhasa, Lianyu. Daar aangekomen nam hij intrek in de privékamers van de dalai lama. Zijn pro-Chinese houding manifesteerde zich later opnieuw toen hij na de ineenstorting van de Qing-dynastie niet mee wilde werken aan de verdrijving van Chinese troepen uit Shigatse, de stad waar hij traditioneel zetelde. Door deze gebeurtenissen was de relatie tussen beide spirituele leiders uiterst gespannen.
Dit latente conflict escaleerde toen de dalai lama enkele jaren later financiële middelen nodig had om het Tibetaanse leger te moderniseren en de dure stationering van de troepen in Kham te bekostigen. Hij besloot extra belastingen te vorderen van de grote Tibetaanse kloosters en zo ook van het klooster Tashilhunpo van de pänchen lama, dat na de dalai lama de meeste landerijen in Tibet bezat. De Tibetaanse regering maakte hiervoor gebruik van een precedent dat geschapen was door de herstelbetalingen na de invasies van gurkha's in Tibet eind 18e eeuw. Als schadeloosstelling werd de pänchen lama daarom een belasting opgelegd ter hoogte van een kwart van de kosten van de oorlogen tegen de Britten in 1888 en 1903-04 en tegen China in 1912-13. De pänchen lama betaalde echter slechts een deel van het gevorderde bedrag.
De situatie werd verder op de spits gedreven toen de centrale regering van Tibet belastingen oplegde aan de bevolking die ondergeschikt was aan de pänchen lama. Uit documenten in Tashilhunpo kwam echter de vrijstelling van deze belastingen naar voren en aan de belastingvordering werd daarom geen gehoor gegeven. Desalniettemin zag de pänchen lama op tegen een enorme schuldenberg en hij besloot in het geheim naar Mongolië te vluchten op 26 december 1923. Daarna reisde hij door naar China. Hoewel de dalai lama enkele pogingen deed om de pänchen lama te bewegen terug te komen, zou die pas na diens dood weer aan de Tibetaanse grens staan. Hij werd echter niet binnengelaten en eind 1937 overleed hij zonder weer voet gezet te hebben op Tibetaanse bodem.

### Pabongka
In ideologische zin speelde er een meningsverschil met Pabongka. Hij wordt beschouwd als een boeddhistisch fundamentalist die terugwilde naar de grondslagen die Tsongkhapa begin 15e eeuw had neergelegd bij de hervorming van de kadampa- naar de gelugtraditie. Pabongka verhief Dorje Shugden tot belangrijkste beschermgodheid van de gelugtraditie, terwijl deze tot dan toe een beperkte rol had gespeeld. Hierdoor kreeg hij later die eeuw de betekenis van een van de aanjagers van de Dorje Shugden-controverse. De dertiende dalai lama vroeg Pabongka meermaals zijn activiteiten te staken. Die gaf daar echter maar zeer gedeeltelijk aan gehoor en zette zijn activiteiten vooral na de dood van de dalai lama in 1933 verder voort.